# Ayódar

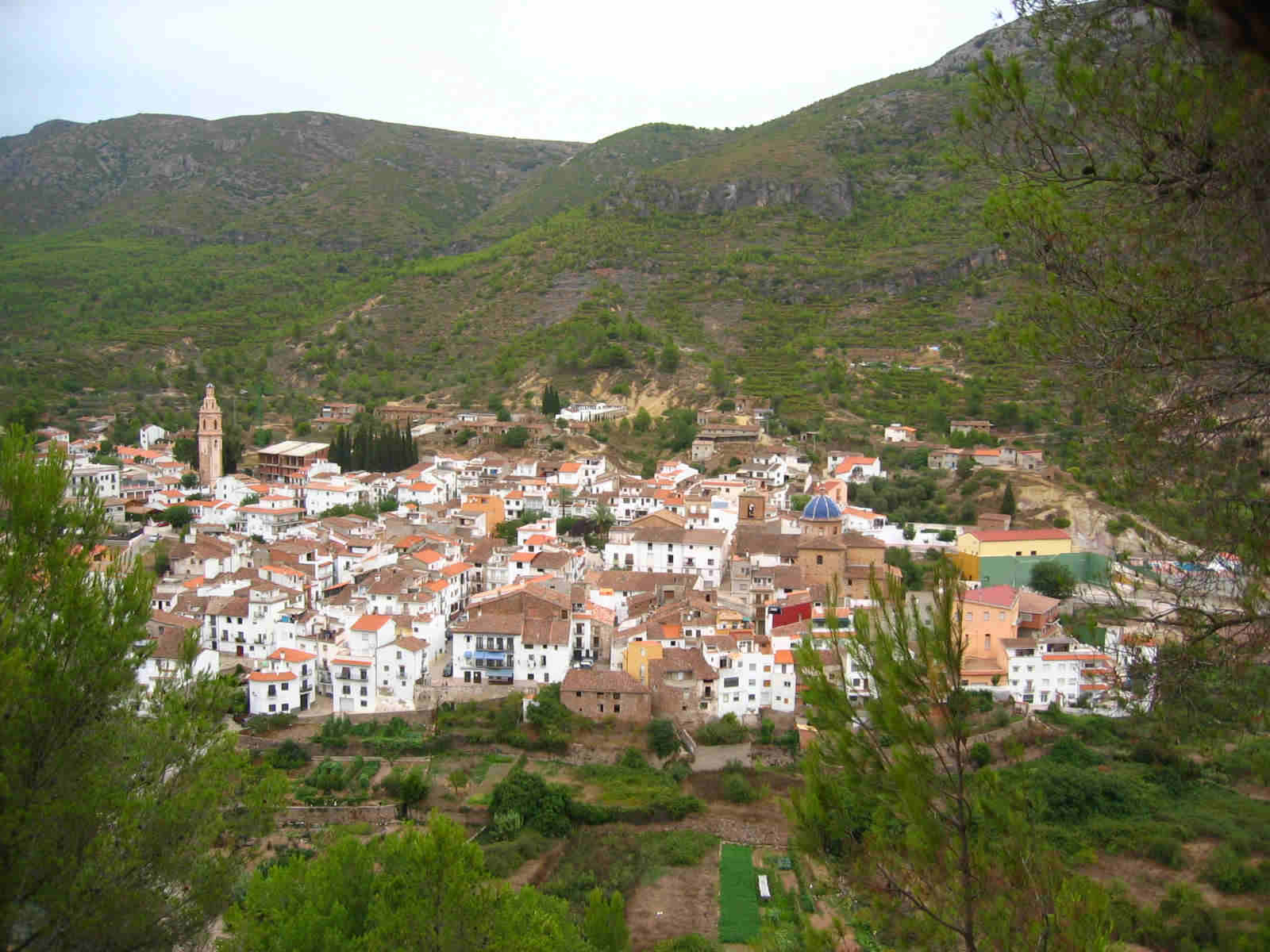
Cảnh quan Ayódar

Ayódar là một đô thị trong tỉnh Castellón, Cộng đồng Valencia, Tây Ban Nha. Đô thị Ayódar có diện tích 24,4 kilômét vuông, dân số theo điều tra năm 2010 của Viện thống kê quốc gia Tây Ban Nha là 220 người. Đô thị Ayódar nằm ở khu vực có độ cao 418 mét trên mực nước biển.
Các đô thị giáp ranh: Fuentes de Ayódar, Torralba del Pinar, Villamalur, Sueras, Fanzara và Espadilla.